# Dietmar Lüdke
Dietmar Lüdke (* 1943 in Offenbach am Main) ist ein deutscher Kunsthistoriker.
Lüdke studierte Kunstgeschichte, Archäologie und Historische Hilfswissenschaften in Bonn, Wien, Toulouse, Tübingen, Freiburg i. Br., Brüssel und Paris. Nach der Promotion 1973 machte er ein Volontariat am Kunstgewerbemuseum Köln. Von 1975 bis 1980 war er wissenschaftlicher Assistent am Augustinermuseum Freiburg i. Br., von 1981 bis 2008 Oberkonservator der Alten Meister an der Staatlichen Kunsthalle Karlsruhe. Er lehrte an den kunsthistorischen Instituten der Universitäten Freiburg i. Br., Tübingen, Heidelberg und Karlsruhe. 

## Veröffentlichungen (Auswahl)
- mit Hans H. Hofstätter: Mystik am Oberrhein und in benachbarten Gebieten. Freiburg im Breisgau 1978.
- Die Statuetten der gotischen Goldschmiede. Studien zu den „autonomen“ und vollrunden Bildwerken der Goldschmiedeplastik und der Statuettenreliquiaren in Europa zwischen 1230 und 1530. tuduv-Verlags-Gesellschaft, München 1983.
- Eine Stunde in der Karlsruher Kunsthalle. 30 Meisterwerke. Karlsruhe 1984.
- Hubert Robert, 1733–1808, und die Brücken von Paris. Karlsruhe 1991.
- mit Stefan Roller: Die Karlsruher Passion. Ein Hauptwerk Straßburger Malerei der Spätgotik. Karlsruhe 1996.
- Meister von Frankfurt: Anna Selbdritt-Triptychon, um 1510 (= Patrimonia. Band 146). Berlin 1998.
- mit Holger Jacob-Friesen: Martin Schaffner. Die vier Antonius-Tafeln von 1517 (= Patrimonia. Band 172). Berlin 1999.
- Das Karlsruher Elisabeth-Triptychon. Ein unbekanntes Werk des Meisters der Coburger Rundblätter. In: Frank Matthias Kammel (Hrsg.): Begegnungen mit Alten Meistern. Altdeutsche Tafelmalerei auf dem Prüfstand (= Wissenschaftliche Beibände zum Anzeiger des Germanischen Nationalmuseums. Band 17). Nürnberg 2000, S. 109–121.
- (Red.): Maler und Werkstätten 1450–1525 (= Spätmittelalter am Oberrhein. Band 1). Thorbecke, Stuttgart 2001.
- mit Margret Klinge (Hrsg.): David Teniers der Jüngere, 1610–1690. Alltag und Vergnügen in Flandern. Kehrer, Heidelberg 2005.
- Die „Geißelung Christi“ vom Meister der Karlsruher Passion. Berlin 2008.
- Der Meister von Meßkirch. Die Tafeln in der Sammlung Würth. Künzelsau 2013.